# La Blouse verte (Bonnard)
Pour les articles homonymes, voir La Blouse verte.
La Blouse verte est un tableau réalisé par le peintre français Pierre Bonnard en 1919. De format vertical, cette huile sur toile est un double portrait qui représentent des femmes à une table où est posé un compotier. L'une est debout à la marge gauche de la composition, aperçue par son profil droit devant une fenêtre donnant sur des palmiers. L'autre est assise en blouse verte devant un rideau jaune. Il s'agit de Marthe Bonnard, qui fait face au spectateur en le regardant. L'œuvre est conservée depuis 1963 au Metropolitan Museum of Art, à New York, aux États-Unis.